# Divendres negre (comerç)
Als Estats Units es coneix com a divendres negre (en anglès Black Friday) el dia que inaugura la temporada de compres nadalenques amb significatives rebaixes en moltes botigues detallistes i grans magatzems. És un dia després del Dia d'acció de gràcies, el qual se celebra el quart dijous del mes de novembre.
El 2022, un estudi de l'Agència Catalana del Consum va evidenciar irregularitats en més de la meitat de les ofertes dels productes que ofereixen més descomptes pel divendres negre com ara informàtica, telefonia, petit electrodomèstic i productes per a la llar. Els portals d'internet analitzats incloïen Media Markt, Carrefour, Fnac, El Corte Inglés, AlCampo o Euronics. Un estudi de l'Ara també va detectar que tres setmanes abans del divendres negre les empreses apujaven els preus per a després tornar-los a abaixar amb la idea de posar un descompte més elevat a l'etiqueta del producte.

## Origen
La primera vegada en què es va utilitzar el terme va ser el 1869, aplicat a la crisi financera de l'or, causada per Jim Fisk i Jay Gould, que van intentar comprar totes les reserves d'or del mercat dels EUA per inflar els preus. Poc després, el govern estatunidenc va injectar or al mercat, fent caure el preu i desplomant el mercat sencer. El terme es va transformar a Filadèlfia posteriorment, on s'utilitzava per descriure el dens trànsit de gent i vehicles que abarrotava els carrers l'endemà del Dia d'acció de gràcies, i així eliminar la connotació negativa amb què es va originar. L'ús d'aquest terme va començar al voltant de 1961 entre els oficials de policia encarregats de la regulació del trànsit, es popularitzà cap al 1966 i es va estendre a la resta dels estats a partir de 1975.
Més endavant, va sorgir una explicació alternativa, referint el terme «negre» als comptes dels comerços, que passen de números vermells a negres gràcies al superàvit.
El divendres negre no és oficialment un dia festiu, però molts empresaris veuen aquest dia com un dia festiu juntament amb el Dia d'acció de gràcies, i donen el dia lliure als seus empleats, de fet incrementant el nombre total de potencials compradors. Habitualment ha estat el dia de més moviment comercial de tot l'any des del 2005. El 2013, va aparèixer a internet un rumor fals sobre l'origen del divendres negre dient que s'havia originat al sud dels EUA, abans de la Guerra Civil, a partir de la pràctica de vendre esclaus l'endemà del Dia d'acció de gràcies. Snopes va desmentir-ho aquell mateix any.
L'endemà del Dia d'acció de gràcies és l'inici oficial de la temporada de compres nadalenques i de les desfilades del Pare Noel. A la fi del segle xix i principi del XX, moltes desfilades del Pare Noel o del Dia d'acció de gràcies van estar patrocinades pels grans magatzems que usaren les desfilades per a llançar una gran ofensiva publicitària i es va convertir en el dia en què començava oficialment la temporada de compres.

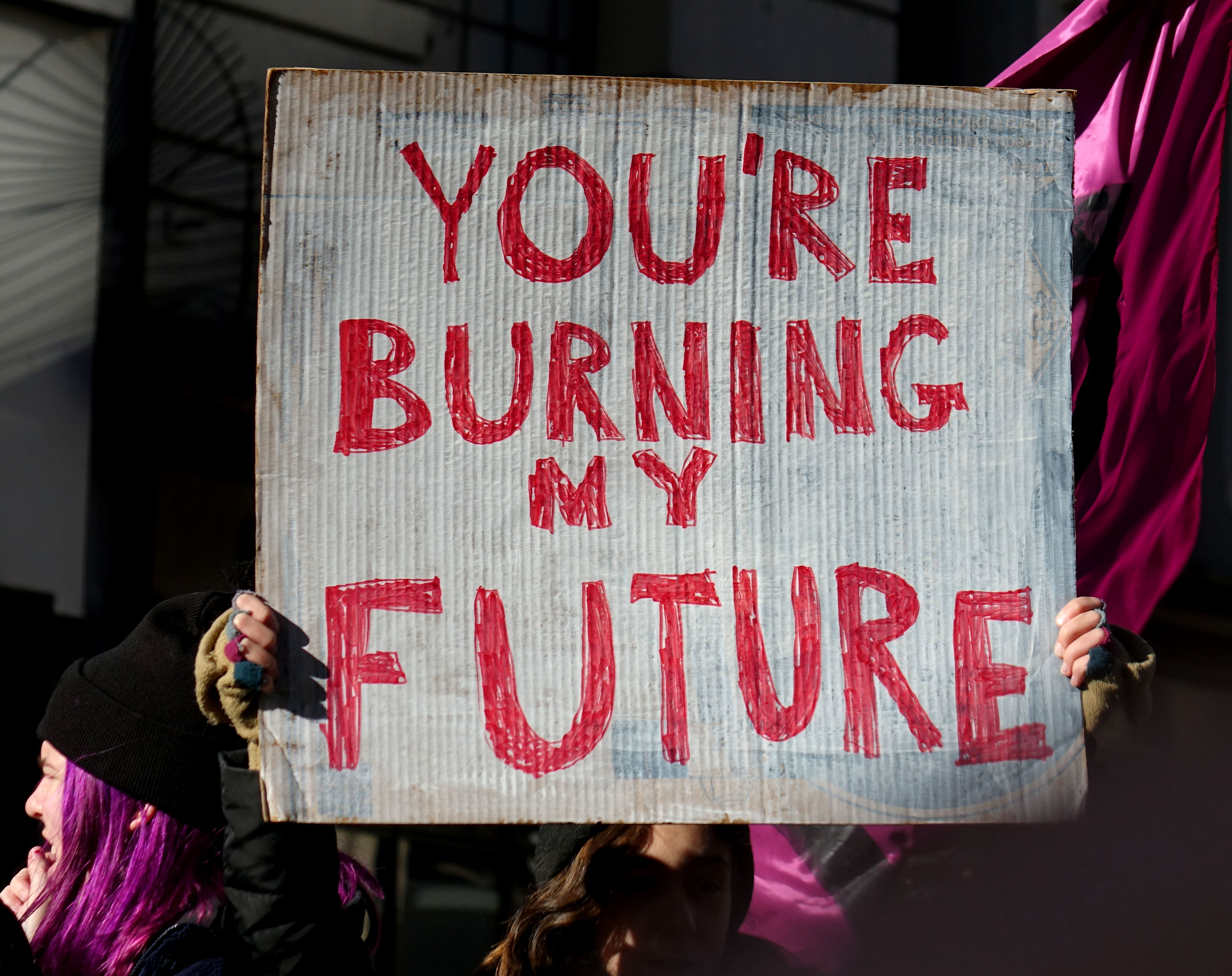
Protesta d'Extinction Rebellion a Nova York el divendres negre de 2019

La durada de la temporada de compres no és la mateixa tots els anys: la data per al divendres negre varia entre el 23 i 29 de novembre, mentre que la vigília de Nadal s'ha fixat en el 24 de desembre. D'altra banda, Greenpeace afirmà que l'estratagema comercial té un impacte mediambiental negatiu i animà al boicot.

### Estats Units
Els estats que tenen els dies festius oficials per als empleats del govern estatal l'endemà del Dia d'acció de gràcies són Arkansas, Califòrnia, Delaware, Florida, Geòrgia, Illinois, Indiana, Iowa, Kentucky, Maine, Maryland, Michigan, Minnesota, Nebraska, Nevada, Nou Hampshire, Nou Mèxic, Ohio, Oklahoma, Pennsilvània, Carolina del Sud, Texas, Washington i Virgínia de l'Oest.
S'ha arribat a considerar el Dia d'acció de gràcies com el dia de més compres de l'any.

### Canadà
Els grans centres de població del llac Ontario sempre han atret les compres transfrontereres dels Estats Units d'Amèrica (EUA). Quan el Divendres negre es va fer popular als EUA, els canadencs sovint hi acudien pels seus preus més barats i un dòlar canadenc més fort. A partir de 2008, a causa de la paritat del dòlar canadenc enfront del dòlar estatunidenc, nombrosos comerços canadencs van començar a fer ofertes pel Divendres negre per a dissuadir els compradors de sortir del Canadà.